# أبو نويرة التغلبي
أبو نويرة التغلبي ( توفي نحو 85 ق هـ - نحو 535 م): شاعر وفارس تغلبي مشهور، أرسله المهلهل ورهطاً من رجاله يتتبعون أثر جساس، عندما نما إلى مسامعهم نبأ فرار جساس بن مرة إلى أخواله بالشام. والتقى الجمعان عند ماء على طريق الشام يقال له: العجول، واقتتلا قتالاً شديداً أسفر عن مقتل أبي نويرة التغلبي، قتله جساس بعد مبارزة قوية وأصيب جساس أيضاً بضربة سهم أحدثت له إصابة بليغة عاش بعدها أيام قليلة بعدها مات متأثرا بجراحه

## نسبه
هو : أبو نويرة بن ربيعة بن مرة بن زهير بن جشم بن بكر بن حبيب بن عمرو بن غنم بن تغلب بن وائل.